# شبگرد سولاوسی
شبگرد سولاوسی (نام علمی: Caprimulgus celebensis) نام یک گونه از تیره شبگردان است.